# تکنیک تأثیرپذیری متقابل
تکنیک تاثیر پذیری متقابل یا تکنیک تعامل ترکیبی از اجزاء سخت‌افزار و نرم‌افزار است که باعث می‌شود کاربران رایانه بتوانند یک عمل ساده را انجام بدهند. برای مثال وقتی کاربری میخواهد یه صفحه قبلی در شبکه اینترنت بازگردد، می‌تواند با کلیک یک دگمه یا حرکت دادن موشواره یا دادن دستور کلامی این کار را انجام بدهد.